# Btrfs
A Btrfs (B-tree file system, kiejtve Butter vagy Better file system) a Linux kerneljéhez készülő következő generációs, Copy-on-Write (CoW, „írás esetén másolás”) és checksumming funkcionalitást nyújtó fájlrendszer. A Sun Microsystems Solaris operációs rendszerének ZFS fájlrendszerére adott válaszként fejlesztett Btrfs célja az ext3 fájlrendszer leváltása a Linux alapértelmezett fájlrendszereként. Új funkciói mellett az ext3 egyes korlátain (például maximális fájlméret, teljes fájlrendszerméret) is átlép.
Fejlesztője az ex-ReiserFS fejlesztő Chris Mason, aki jelenleg az Oracle alkalmazásában áll. A btrfs-t 2007. június 12-én jelentette be az Oracle a Linux Kernel levelezési listáján.
A Btrfs 1.0 (végleges lemezformátumú) megjelentetését eredetileg 2008 végére tervezték, de stabil verzió még (2011. március) nem jelent meg. A mainline Linux kernel részét képezi tesztelési célból a 2.6.29-rc1 verziótól (2009) kezdve. Több Linux-disztribúció már felkínálja azt a kísérleti lehetőséget, hogy a gyökérfájlrendszert telepítéskor Btrfs-szel formázza. Ezek közé tartozik az openSUSE 11.3, SLES 11 SP1, Ubuntu 10.10, Red Hat Enterprise Linux 6, MeeGo, és a Debian. A Btrfs szabad szoftver, terjesztése a GNU GPL feltételei szerint történik.

## A teljes verzió beígért szolgáltatásai
- Extent-alapú fájltárolás (264 bájt maximális fájlméret)
- Copy on Write naplózás minden adat és metaadat számára
- Kis méretű fájlok helytakarékos tárolása
- Helytakarékos, indexelt könyvtárak
- Dinamikus inode-lefoglalás
- Írható snapshotok
- Subvolume-ok
- Objektumszintű tükrözés (mirroring) és csíkozás (striping)
- Ellenőrzőösszegek az adatokon és metaadatokon (többféle algoritmussal)
- Szoros integráció a device mapperrel (Linux kernelfunkció block device-ok egymáshoz rendelésére)
- Online fájlrendszer-ellenőrzés (fsck)
- Nagyon gyors offline fájlrendszer-ellenőrzés
- Hatékony inkrementális mentés és fájlrendszer-tükrözés
- Helyben konvertálás ext3 fájlrendszerről és vissza (egyszerűen fenntart egy ext3 subvolume-ot erre a célra)